# Meraj Khalid
Malik Meraj Khalid (urdu ملک معراج خالد; ur. 1916 w Dera Chahal k. Lahauru, zm. 13 czerwca 2003 w Lahaurze) – pakistański prawnik, działacz społeczny i polityk, tymczasowy premier Pakistanu (5 listopada 1996 – 17 lutego 1997).

## Życiorys
Ukończył studia prawnicze, w 1948 rozpoczął własną praktykę. Zaangażował się w pracę społeczną, założył szereg szkół w swoim rejonie oraz organizował kursy języka pendżabskiego w rodzinnej wsi. Powołał komitet promocji tego języka.
Do polityki wszedł w połowie lat 60., uzyskując w 1965 mandat w parlamencie Pakistanu Zachodniego, jako deputowany niezrzeszony. W 1970 został wybrany do Zgromadzenia Narodowego Pakistanu. W latach 1972–1973 był szefem rządu (ministrem naczelnym) prowincji Pendżab.
W 1973 Khalid był przewodniczącym delegacji Pakistanu na Zgromadzenie Ogólne Organizacji Narodów Zjednoczonych.
W 1968 Khalid wstąpił do Pakistańskiej Partii Ludowej (PPP) i został szefem jej władz w Lahaurze. Należał do grona zaufanych współpracowników założyciela partii Zulfikara Alego Bhutto, późniejszego prezydenta i premiera Pakistanu. W rządzie Bhutto Khalid był ministrem żywności, rolnictwa i obszarów słabo rozwiniętych (1971–1972), prawa i spraw parlamentarnych (1974–1976) oraz opieki społecznej, zdrowia i rozwoju wsi (1976–1977). Po wyborach parlamentarnych z marca 1977 został obrany na funkcję przewodniczącego Zgromadzenia Narodowego, ale już w lipcu utracił ją po przewrocie gen. Muhammada Zii ul-Haqa.
W przeciwieństwie do kilku innych przywódców PPP, Khalid pozostał w kraju po przewrocie. Po egzekucji obalonego Bhutto w 1979, został powołany w skład komitetu centralnego PPP; z członkostwa w tym gremium zrezygnował w styczniu 1988. W 1988, po śmierci (w sierpniu) gen. Zii w katastrofie lotniczej i zwycięstwie PPP (kierowanej przez Benazir Bhutto, córkę straconego premiera) w listopadowych wyborach parlamentarnych, ponownie stanął na czele Zgromadzenia Narodowego. Po odwołaniu rządu Bhutto w 1990, powrócił do pracy społecznej; został też rektorem Międzynarodowego Uniwersytetu Islamskiego w Islamabadzie. Poróżnił się z szefostwem PPP i nie uzyskał poparcia partii w wyborach parlamentarnych z 1993, po których Bhutto powróciła do władzy. Do 1996 Khalid stał się krytykiem rządu Bhutto, publicznie krytykował rząd PPP za korupcję.
W listopadzie 1996 prezydent Farooq Leghari, korzystając z uprawnień nadanych mu przez ósmą poprawkę do konstytucji Pakistanu, zdymisjonował rząd Benazir Bhutto pod zarzutami korupcji, złego rządzenia i udziału w zabójstwach, rozwiązując równocześnie parlament. Do czasu wyborów, zarządzonych na luty następnego roku, prezydent mianował 80-letniego Khalida tymczasowym premierem. Khalid zapowiedział przeprowadzenie „wolnych, sprawiedliwych wyborów”. Wygrała je, uzyskując ponad 2/3 miejsc w parlamencie, Pakistańska Liga Muzułmańska (N), kierowana przez Nawaza Sharifa.
Meraj Khalid zmarł po tygodniowym pobycie w szpitalu z powodu zatoru w klatce piersiowej i wysokiej gorączki, pozostawiając żonę i adoptowanego syna.